# Apina
Apina is een monotypisch geslacht van vlinders uit de familie uilen (Noctuidae). De wetenschappelijke naam van het geslacht is voor het eerst geldig gepubliceerd in 1855 door Francis Walker.
De typesoort is Apina callisto Walker, 1855.

## Soorten
- Apina callisto (Angas, 1847)